# Chuquiraga raimondiana
Chuquiraga raimondiana là một loài thực vật có hoa trong họ Cúc. Loài này được A.Granda mô tả khoa học đầu tiên năm 1997.